# Richarville
Richarville là một xã ở tỉnh Essonne thuộc vùng Île-de-France miền bắc nước Pháp.
Theo điều tra dân số năm 1999, dân số xã này là 400 người. Ước tính dân số năm 2005 là 432.
Danh xưng cư dân địa phương Richarville trong tiếng Pháp là Richarvillois.